# Sedež Rai za Trst
Sedež Rai za Trst (v italijanščini Sede Rai di Trieste) je regionalni radijski in televizijski produkcijski center Rai za avtonomno deželo Furlanija - Julijska krajina s sedežem v Trstu.

## Zgodovina
Sedež Rai v Trstu je bil ustanovljen leta 1931 z imenom Radio Trieste. Pod nemško okupacijo mesta (1943-1945 je prevzel ime Radio Litorale Adriatico in je oddajal oddaje v nemščini, italijanščini in slovenščina.
5. maja 1945, ob prihodu jugoslovanskih vojakov v Trst, se je postaja imenovala  Radio Trieste Libera - Radio svobodni Trst; junija je prešla pod nadzor zavezniške vojaške vlade. Po letu dni izmenično oddajanja slovenskih in italijanskih programov na isti frekvenci, so slovenske oddaje prešle na svojo frekvenco in se poimenovale Radio Trst A.
Leta 1954 se je mesto Trst vrnilo Italija; čez eno leto, 1. julija 1955, je Radio Trst uradno postal regionalna podružnica italijanske radiotelevizije Rai za Furlanija - Julijska krajina. Leta 1964 je predsednik vlade Aldo Moro slovesno odprl novi sedež tržaške radiotelevizije, na številki 7 na ulici Fabio Severo.
Leta 1995 se je začel televizijski program v slovenskem jeziku, z odprtjem namenskega kanala Rai FJK, ki je sprva pokrival le tržaško in goriško pokrajino, poleg radia (danes Radio Trst A).